# II Batalion Szturmowy „Odwet”
II Batalion Szturmowy „Odwet”, Batalion „Odwet II” – zgrupowanie Armii Krajowej sformowane we wrześniu 1943 roku w 4. Rejonie V Obwodu AK warszawskiego Mokotowa, uczestniczące w powstaniu warszawskim.

## Geneza
Tradycja batalionu sięga grudnia 1939 roku, gdy tworzyły się zalążki 2 kompanii, której dowództwo objął we wrześniu 1940 roku ppor. saperów Juliusz Sobolewski „Roman”, oficer Samodzielnej Grupy Operacyjnej „Polesie” gen. Franciszka Kleeberga. Trzy lata później mokotowska kompania przekształciła się w batalion szturmowy „Odwet”, który został sformowany we wrześniu 1943 roku i podlegał dowództwu 4. Rejonu V Obwodu AK na Mokotowie. W rejonie tym istniały 2 zgrupowania: I Zgrupowanie, czyli Batalion Zygmunta (około 250 żołnierzy), II Zgrupowanie (Batalion „Odwet”, w sile około 650 osób, w tym 103 przeszkolone sanitariuszki i łączniczki) oraz grupa artyleryjska „548” (grupa artyleryjska „Granat”, około 320 żołnierzy).
Dowódcą batalionu był por. Juliusz Sobolewski „Roman”.

## Powstanie warszawskie

### Zasoby/wyposażenie, koncentracja i zadania
Przed 1 sierpnia nie dotarł transport uzbrojenia, co spowodowało, że batalion był słabo uzbrojony: posiadał 300 granatów; 3 pistolety maszynowe, 3 karabiny, 30 pistoletów. Miejscem koncentracji „Odwetu II” była Kolonia Staszica. Stawiło się na nią 530 powstańców i sanitariuszek. Podstawowym zadaniem jednostki w Godzinie „W” było natarcie na koszary SS (Stauferkaserne) przy ul. Rakowieckiej oraz koszary wojsk przeciwlotniczych (Flakkaserne) od strony Pola Mokotowskiego, gmach Szkoły Głównej Gospodarstwa Wiejskiego i baterię obrony przeciwlotniczej (4 działa ciężkie i 2 działka szybkostrzelne) na Polu Mokotowskim. Koszary Stauferkaserne były wyjątkowo dobrze uzbrojone: stacjonowały tam 2 niemieckie bataliony: batalion ochrony SS pod dowództwem obersturmfürera Martina Patza i 3 batalion grenadierów pancernych SS: w sumie 600 dobrze uzbrojonych żołnierzy wzmocnionych wydzieloną z 5 Dywizji Pancernej SS „Viking” kompanią czołgów, wyposażoną w 4 czołgi Panzerkampfwagen VI Tiger, popularnie zwane „tygrysami” (ponadto 1 pantera, 4 PK IV i 1 działo samobieżne). Cały teren Pola Mokotowskiego był otoczony drutem kolczastym i sześcioma gniazdami ckm-ów.

### 1 sierpnia

#### Ordre de bataillena Godzinę „W”
- dowódca – ppor. sł. st. sap. Juliusz Sobolewski „Roman”
- adiutant – kpr. pchor. Jerzy Burski „Aniołek”
- oficer broni – NN
- lekarz – dr med. Tadeusz Orłowski „Justyn”

1 kompania – ppor. Juliusz Sobolewski „Roman” (pierwotnie mianowany oficer nie stawił się na koncentrację)
pluton – ppor. rez. Jerzy Dylion „Sęp”
pluton – kpr. pchor. Jan Jakubowski „Żeliga” (młodszy brat „Żegoty”)
2 kompania – ppor. rez. Zbigniew Skrzywanek „Zbyszek”
pluton – NN
pluton – kpr. pchor. Leonard Peszyński „Leon”
3 kompania – ppor. NN „Zygmunt”
4 kompania – ppor. Romuald Jakubowski „Żegota” (zastępca dowódcy batalionu )
zastępca dowódcy kompanii – ppor. Bolesław Rutkowski-Kaźmierski „Iran”
szef kompanii – st. wachmistrz „Jarema”
pluton – kpr. z cenz. Stefan Lebiedowski „Wróbel”
pluton – plut. pchor. Marian Szafryn „Kasztan”
pluton – st. sierż. Jan Markuszewski „Makolągwa”, „Makówka”.

#### Działania w powstaniu
Powstańcom udało się zająć koszary artylerii przeciwlotniczej na ul. Puławskiej. Mimo słabego uzbrojenia, batalion podjął również próbę natarcia na Stauferkaserne w okolicy skrzyżowania ul. Rakowieckiej i ul. Puławskiej. Do uderzenia poszła jedna kompania. Ponieważ był to dzień, Pole Mokotowskie okazało się niemożliwe do przekroczenia. Kompania poniosła duże straty.
Wobec niedostarczenia obiecanej broni ppor. „Roman” nie mógł uderzyć siłą całego batalionu w kierunku ul. Rakowieckiej. Zdecydował zaatakować kwatery oficerów artylerii przeciwlotniczej w willach przy ul. Sędziowskiej 3 i 5, aby dozbroić swój oddział. W tym celu wydzielił dwie grupy szturmowe, które zaatakowały obiekty – osobiście dowodził jedną z nich. Atak powstańców został krwawo odparty.
Niemcy z Rakowieckiej przystąpili do kontrataku. Od 1 do 9 sierpnia na terenie Kolonii Staszica zginęło co najmniej dwudziestu – dwudziestu pięciu żołnierzy „Odwetu II”. „Roman”, kwaterujący przy ul. Prezydenckiej 10, rozpuścił nieuzbrojoną część oddziału, pozostawiając żołnierzom do wyboru przedzieranie się na Ochotę, Mokotów lub do Południowego Śródmieścia. Większość okrążonych przez niemieckie siły żołnierzy batalionu przedostała się do Śródmieścia Południe, gdzie walczyła w szeregach Batalionu „Golski”. Pozostali przedostali się na Mokotów, zasilając szeregi Pułku „Baszta”. Sam Sobolewski przeszedł w nocy z 9 na 10 sierpnia w ostatniej grupie na czele reszty swoich ludzi do Śródmieścia, docierając na odcinek opanowany przez Batalion „Golski”. Oddział zajął kwatery w budynku Architektury przy ul. Lwowskiej 12. Tam z resztek swoich żołnierzy (około 160 strzelców i około 60 sanitariuszek i łączniczek) Sobolewski zorganizował dwie kompanie, stanowiące odtąd odwód Batalionu „Golski”, obejmując dowodzenie 4 kompanią Odwodową „Odwet”. Jego żołnierze walczyli w obronie Politechniki oraz utrzymywali posterunki przy ul. Noakowskiego.

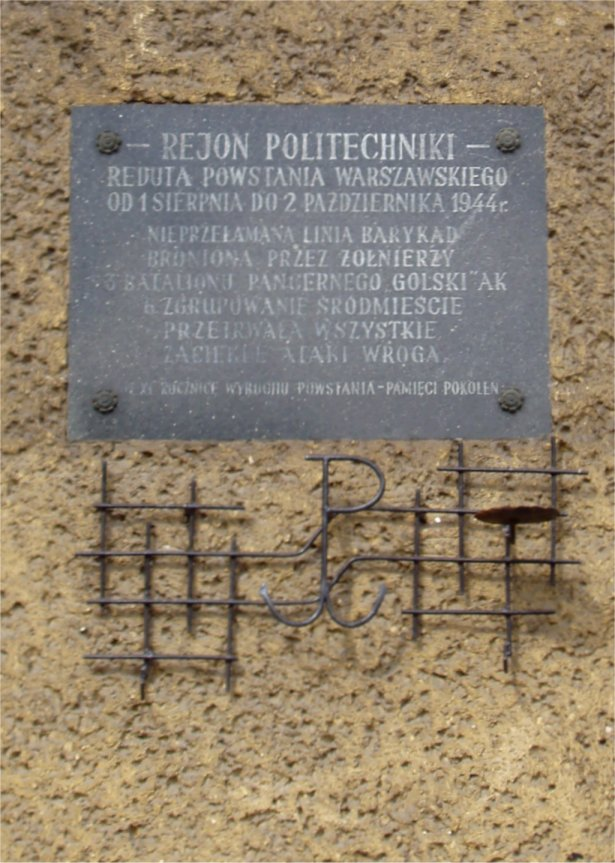
Tablica upamiętanijąca redutę bronioną przez Batalion Golski w rejonie Politechniki

#### Ordre de bataillena 3 sierpnia
- dowódca – por. Juliusz Sobolewski „Roman”

1 kompania – por. Juliusz Sobolewski „Roman”
2 kompania – ppor. Zbigniew Skrzywanek „Zbyszek”
3 kompania – NN „Zygmunt”
4 kompania – por. Romuald Jakubowski „Żegota”
szef kompanii – st. wachmistrz „Jarema”
1 pluton – kpr. z cenz. Stefan Lebiedowski „Wróbel”
2 pluton – plut. Marian Szafryn „Kasztan”
3 pluton – st. sierż. Jan Markuszewski „Makolągwa”
Patrol instruktorski – Zofia Romanowicz „Maria”, zastępca dowódcy Janina Zawiślak „Nina”
I drużyna sanitarna: sanitariuszka „Barbara”
1 Szwadron Strzelców Motorowych – por. Stanisław Śliwiński „Safo”
szef kompanii – plut. Jan Nowicki „Mały”
1 pluton – por. Stanisław Śliwiński „Safo”
2 pluton – por. NN „War”
3 pluton – kpr. pchor. Jan Szulczyński „Mazur”
drużyna dywersyjna – plut. Tadeusz Majewski „Olczak”
drużyna łączności – kpr. Zdzisław Iwaniuk „Żbik”.

### Wrzesień
Od 15 września dowódcą 3 kompanii Batalionu „Odwet II” walczącego w strukturach Zgrupowania „Golski” był kpt. cichociemny Tadeusz Jaworski „Bławat”.
Juliusz Sobolewski „Roman”  we wrześniu znalazł się w Kompanii Szturmowej „Felek” (która 1 sierpnia zdobyła kampus SGGW przy ul. Rakowieckiej 26/30). 21 września dowodził tą kompanią, gdy została włączona do 10 Dywizji Piechoty AK im. Macieja Rataja.
27 września Mokotów skapitulował. Łączne straty Batalionu „Odwet II” to około dziewięćdziesięciu poległych.

## Symbole Batalionu „Odwet II”

### Odznaka
Odznakę batalionu zaprojektowano w 1943 roku i wyprodukowano około 40 sztuk. Nadawano ją wyróżniającym się żołnierzom oddziału, do wybuchu powstania warszawskiego wręczono ich kilkanaście. Odznakę tę zaprojektował Henryk Gostyński „Grey”, Który został aresztowany przez Gestapo 4 kwietnia 1944 roku. Więziony na Pawiaku, przesłuchiwany w alei Szucha. Rozstrzelany około miesiąc później prawdopodobnie na terenie getta.

### Marsz Batalionu „Odwet II”
Marsz Batalionu „Odwet II” narodził się na wiosnę 1943 roku, jeszcze jako piosenka 2 kompanii do słów Stanisława Kiewlicza „Staśka” i Janusza Kozłowskiego, śpiewana na melodię Marsz Lwowskiej Podchorążówki. Marsz wykonany został po raz pierwszy przez organistę w kościele Św. Trójcy na Solcu w Warszawie na zakończenie mszy, w której uczestniczyła prawie cała kompania. Jak pisze Janusz Kozłowski, „cud, że nie było wówczas wsypy”. Od tej pory obaj twórcy Marszu jeździli na wszystkie zbiórki konspiracyjne 2 kompanii, odbywające się w różnych punktach, i uczyli pieśni wszystkich żołnierzy należących do „Odwetu”. Podczas powstania śpiewano piosenkę nie tylko na kwaterach batalionu, ale i w innych zgrupowaniach powstańczych. Słowa pieśni były następujące:

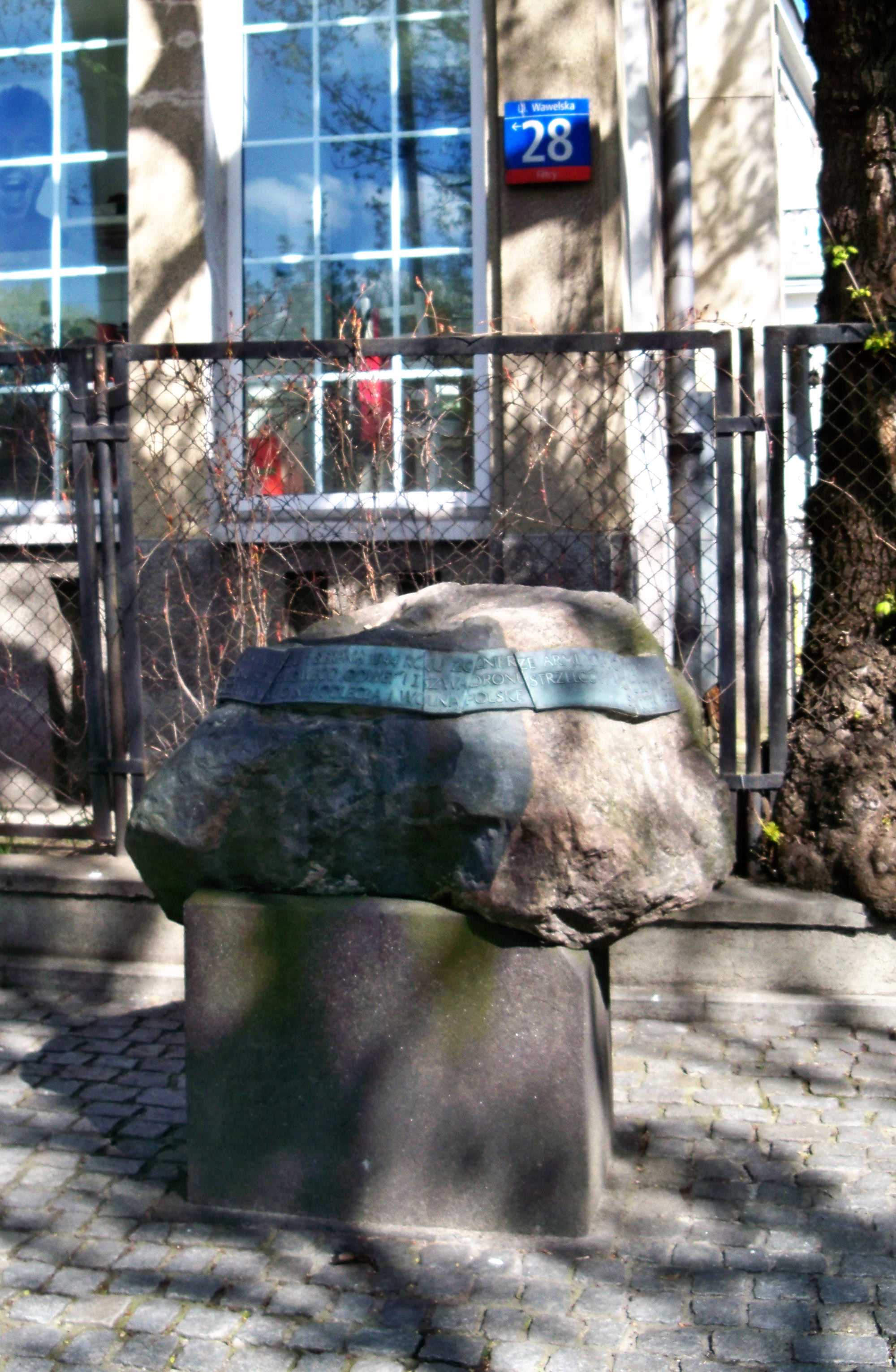
Bazaltowy głaz pamiątkowy (na postumencie betonowym) przy ul. Wawelskiej 28 w Warszawie z napisem „W tym miejscu 1 sierpnia 1944r. żołnierze Armii Krajowej Batal. Szturmowego „Odwet” i I Szwadronu Strzelców Motorowych rozpoczęli walkę o niepodległą i wolną Polskę - sierpień 1994”

Z wiarą idziemy w słoneczną dal,
Choć przeciw nam śmiertelny wróg,
Z nami męstwo silne jest jako stal,
Nad nami wszechmocy Bóg.
Bo nasz batalion drugi szturmowy
Humor, fantazję i odwagę ma,
Walczyć za wolność zawsze gotowy,
Na posterunku obowiązku trwa.
Każdy z żołnierzy w swym sercu chowa
Miłość ojczyzny drogiej swej,
Drugi batalion, drugi szturmowy
Gotów jest Niemców prać, że hej!
I choć wrogów mamy cały rój,
Zniszczymy ich, bo siła w nas,
Pójdziemy ochotnie na każdy bój,
Nadszedł już odwetu czas.
Bo nasz batalion drugi szturmowy...

## Niektórzy żołnierze Batalionu „Odwet II”
W lipcu 1944 roku w skład batalionu wchodziło około 650 żołnierzy. Na stronie zawierającej biogramy powstańców prowadzonej przez Muzeum Powstania Warszawskiego w sierpniu 2014 roku znajdowało się 556 profili osób związanych z Batalionem „Odwet II”. Do żołnierzy i osób związanych z Batalionem należeli m.in.:
- Maria Sułowska-Dmochowska – sanitariuszka

## Upamiętnienie
Na warszawskiej Ochocie, przy ul. Wawelskiej 28 znajduje się pomnik w formie głazu z napisem: „W tym miejscu 1 sierpnia 1944 r. żołnierze Armii Krajowej Batal. Szturmowego „Odwet” i I Szwadronu Strzelców Motorowych rozpoczęli walkę o niepodległą i wolną Polskę – sierpień 1994”.

## Batalion w literaturze
Maria Sułowska-Dmochowska poświęciła Batalionowi „Odwet II” dwie książki:
- Maria Sułowska-Dmochowska: II Batalion Szturmowy „Odwet” Armii Krajowej: wspomnienia żołnierzy. Środowisko II Batalionu Szturmowego „Odwet” ŚZŻAK. ISBN 83-910212-0-3. Brak numerów stron w książce 1993, 2008
- Maria Sułowska-Dmochowska: II Batalion Szturmowy „Odwet” Armii Krajowej: suplement. Środowisko II Batalionu Szturmowego „Odwet” ŚZŻAK. Brak numerów stron w książce 1998, 2008